# Hydrodessus nanayensis
Hydrodessus nanayensis är en skalbaggsart som beskrevs av Spangler 1966. Hydrodessus nanayensis ingår i släktet Hydrodessus och familjen dykare. Inga underarter finns listade i Catalogue of Life.